# 格雷韦纳专区
格雷韦纳专区（希臘語：Περιφερειακή Ενότητα Γρεβενών），是希腊西马其顿大区的一个专区。首府为格雷韦纳。专区面积为2,291平方公里，2011年人口数量为26,645人。

## 行政
格雷韦纳州最初成立于1964年，从原科扎尼州和拉里薩州析出部分区域而设立的。在2011年卡利克拉提斯改革方案中，希腊所有州份被取消。原格雷韦纳州作为整体设立为格雷韦纳专区。格雷韦纳专区下分为2个市镇（括号内为地图中的数字）：
- 格雷韦纳（1）
- 泽斯卡蒂（2）